# Poltys grayi
Poltys grayi är en spindelart som beskrevs av Smith 2006. Poltys grayi ingår i släktet Poltys och familjen hjulspindlar. Inga underarter finns listade i Catalogue of Life.